# SummerSlam 2012
SummerSlam 2012 è stata la venticinquesima edizione dell'annuale evento in pay-per-view SummerSlam, prodotto dalla WWE. L'evento si è svolto il 19 agosto 2012 allo Staples Center di Los Angeles. La tagline era The Perfect Storm , mentre la colonna sonora è stata Don't give up di Kevin Rudolf.

## Storyline
Nella puntata di Raw del 30 aprile, Brock Lesnar cercò di rinegoziare il suo contratto con il general manager John Laurinaitis. Triple H (nel ruolo di direttore operativo) intervenne e dichiarò che il contratto di Lesnar con la WWE era ancora valido e Lesnar non avrebbe potuto aggiungere nessuna clausola. Ciò portò a una rissa tra Lesnar e Triple H in cui Lesnar ruppe il braccio sinistro di Triple H con la Kimura Lock. Al PPV di giugno No Way Out, Triple H fa il suo ritorno annunciando che a SummerSlam affronterà Brock Lesnar. Durante la puntata di Raw del 18 giugno fa il suo ingresso il manager di Lesnar, Paul Heyman, che fa da portavoce al suo cliente e annunciando la decisione di Brock Lesnar di non voler combattere contro Triple H. A questo punto è proprio The Game ad entrare in scena e, dopo un breve scambio di parole con Heyman, colpisce il manager di Lesnar che lo aveva insultato e provocato, chiedendogli poi di riferire a Brock che il suo desiderio è quello di vedere Lesnar a SummerSlam pronto a combattere ma la decisione di Brock si saprà soltanto nel corso della 1000ª puntata di Raw.
Nella millesima puntata di Raw del 23 luglio, come promesso, Brock Lesnar fa la sua apparizione attaccando Triple H sul ring, mentre lui e sua moglie Stephanie McMahon erano impegnati in un battibecco con il manager dell'ex pugile, Paul Heyman, ma The Game respinge l'attacco facendo finire Lesnar fuori dal quadrato, dopo di che, Brock annuncia di accettare la sfida lanciatagli da Triple H per SummerSlam.
Il 27 luglio Alberto Del Rio vince a SmackDown un Fatal 4-Way match contro Rey Mysterio, Kane e Daniel Bryan diventando il primo contendente per il World Heavyweight Championship detenuto da Sheamus a SummerSlam.
A Raw 1000, John Cena ha incassato il suo Money in the Bank contract sfidando il WWE Champion CM Punk, ma diventa il primo wrestler a fallire l'incasso della valigetta a causa dell'interferenza di Big Show, che fa terminare il match in squalifica. Il 30 luglio a Raw, la nuova GM AJ Lee annuncia che nel main event della medesima serata, avrà luogo la sfida fra Cena e Big Show in cui il vincitore della contesa affronterà Punk per il WWE Championship a Summerslam. Nel corso del match, Punk interviene a sorpresa e attacca Cena facendo dunque scattare la squalifica. Infine, prendendo il microfono, il campione dice che nessuno dei due è il vincitore, e poi se ne va spavaldo ma a quel punto interviene nuovamente la GM AJ che ufficializza un Triple Threat match proprio per SummerSlam tra Punk, Cena e Show con in palio il titolo WWE.
Il 16 luglio a Raw Chris Jericho interrompe Dolph Ziggler mentre stava eseguendo un promo, ma quest'ultimo prima che Jericho apre bocca comincia ad affermare che Jericho non ha vinto nessun match in PPV nell'anno in corso, offendendo quindi Y2J che risponde attaccandolo con una Codebreaker. Dopo settimane di dissidi fra i due, a SmackDown del 10 agosto Vickie Guerrero, per voce di Ziggler, sfida Jericho a Summerslam e quest'ultimo accetta.
Il 6 agosto a Raw la General Manager AJ Lee annuncia a Daniel Bryan che il suo avversario al pay-per-view sarà Kane, e non Charlie Sheen come si pensava.
Il 13 agosto la General Manager AJ Lee annuncia sul social network Twitter che The Miz dovrà difendere il suo Intercontinental Championship contro Rey Mysterio.
Il 10 agosto a SmackDown i Prime Time Players (Darren Young e Titus O'Neil) hanno sconfitto Primo ed Epico, diventando i contendenti n°1 al WWE Tag Team Championship di Kofi Kingston e R-Truth.

## Risultati
| #       | Incontri                                                                         | Stipulazioni                                          | Durata |
| ------- | -------------------------------------------------------------------------------- | ----------------------------------------------------- | ------ |
| Kickoff | Cesaro (con Aksana) ha sconfitto Santino Marella (c)                             | Single match per il WWE United States Championship    | 05:08  |
| 1       | Chris Jericho ha sconfitto Dolph Ziggler (con Vickie Guerrero) per sottomissione | Single match                                          | 13:05  |
| 2       | Daniel Bryan ha sconfitto Kane                                                   | Single match                                          | 08:02  |
| 3       | The Miz (c) ha sconfitto Rey Mysterio                                            | Single match per il WWE Intercontinental Championship | 09:11  |
| 4       | Sheamus (c) ha sconfitto Alberto Del Rio (con Ricardo Rodríguez)                 | Single match per il World Heavyweight Championship    | 11:22  |
| 5       | Kofi Kingston e R-Truth (c) hanno sconfitto i Prime Time Players                 | Tag team match per il WWE Tag Team Championship       | 07:07  |
| 6       | CM Punk (c) ha sconfitto Big Show e John Cena                                    | Triple threat match per il WWE Championship           | 12:34  |
| 7       | Brock Lesnar (con Paul Heyman) ha sconfitto Triple H per sottomissione           | No-disqualification match                             | 18:45  |